# Turbonilla aulica
Turbonilla aulica is een slakkensoort uit de familie van de Pyramidellidae. De wetenschappelijke naam van de soort werd voor het eerst geldig gepubliceerd in 1906 door William Healey Dall en Paul Bartsch.